# Manga Sarutobi Sasuke
Manga Sarutobi Sasuke (まんが猿飛佐助), conocido en castellano como Las Batallas de Ninja, Ninja Sasuke o Sasuke y el Monje de Acero, fue una serie de animé que tenía como protagonista al joven Sarutobi Sasuke, un ninja legendario. Se emitió por primera vez del 9 de octubre de 1979 al 29 de abril de 1980 en el canal Tokyo 12 (ahora TV Tokyo), y posteriormente se dobló a varios idiomas. La serie completa consta de 24 episodios y se emitió en muchos países europeos y árabes. En Estados Unidos se recompilaron 7 de los 24 episodios originales en formato de película de 90 minutos altamente condensado y censurado llamado Ninja, The Wonder Boy. Esta versión de 1985 fue producida por Jim Terry Productions. Se renombraron los personajes principales, y así Sarutobi Sasuke se convirtió en "Duke Hayakawa", su compañera Sakura en "Blossom" y el villano Devilman en "Dragon".
La serie estaba basada en eventos y personajes reales, aunque su trama y los actos de los protagonistas eran ficticios.

## Sinopsis
La historia transcurre en Japón a principios del siglo XVII, poco después del inicio del periodo Edo. Ieyasu Tokugawa había ganado la batalla de Sekigahara y estaba a punto de hacerse con el control del país cuando Sasuke Sarutobi, un niño ninja al servicio de Yukimura Sanada, señor de Shinano, se levantó junto a sus compañeros, Monje de Hierro y Saizo Kirigakure. 
Para proteger a su señor, Sasuke y sus hombres iniciaron una batalla contra los ninjas del Ejército Ninja de Iga, que buscaban acabar con sus vidas. 

## Personajes / voz
Sasuke Sarutobi
Seiyū: Yoko Matsuoka
Actor de doblaje (castellano): Ana Cremades
protagonista. Un chico alegre con cara de mono. Se entrenó en Koga ninjutsu durante tres años con Tozawa Hakūnsai (maestro white). Al principio, estaba pensando en usar ninjutsu para dejar una marca en la batalla, pero después de ver la Batalla de Sekigahara y darse cuenta de la tragedia de la guerra, decidió usar ninjutsu para eliminar la guerra. Reconocido por su rectitud y bondad, se le entregó el Manual Secreto de Koka Ninjutsu. Hakūnsai le dice que vaya con Yukimura, y se convierte en su vasallo después de quedar impresionado por la amabilidad de Yukimura. Él canta el hechizo "On Kirikiri Basara Unhatta" (un arreglo del mantra del budismo esotérico) y usa poderosos ninjutsu como Katon no Jutsu y Transfiguración. Soy débil contra las chicas bonitas.
Sr. Yokimura Sanada
Seiyū: Masaru Ikeda
Actor de doblaje (castellano): Jordi Boixaderas (1985) / Antonio Inchausti (1993)
Señor del castillo de Ueda en la provincia de Shinano. Una persona amable que no quiere que se derrame sangre inútil. Conozce a Hakūnsai desde hace mucho tiempo. Después de dejar el castillo de Ueda, vive en Kudoyama y está investigando los movimientos del lado Tokugawa.
Miyoshi Seikai Nyudo (monje de hierro)
Seiyū: Toru Nishio
Actor de doblaje (castellano): Antonio Gómez de Vicente (1985) / Manolo Solo (1993)
El criado de Yukimura. Un hombre fuerte que maneja una vara de metal gigante. Una personalidad sencilla y favorecedora.
Saizo Kirigakure
Seiyū: Yoichi Mitsuhashi
Actor de doblaje (castellano): Paco Lozano
Un apuesto joven ninja que sirve a Yukimura. Viaja por Japón recopilando información.
Hakūnsai Tozawa (Maestro White)
Seiyū: Eiji Maruyama
Actor de doblaje (castellano): Juaquín Muñoz  (1985) / Javier Merchante (1993)
(ep.1, 6 y 10) 
(Es el maestro de Sasuke, maestro de la escuela Koga)
Un viejo ninja de Koka que vive en lo profundo de las montañas del monte Togakushi. Un hábil ninja que supera incluso a Hanzo, pero odia usar el ninjutsu para su beneficio personal y vive en silencio sin servir a nadie. Entrenó a Sasuke y le dio el Manual de técnicas secretas.
Sakura (Cherry)
Seiyū: Sanae Takagi
Actor de doblaje (castellano): Esperanza Navarro (1985) / Beatriz Berciano (1993)
La hija de Hakūnsai. Aprendió Koga-ryu ninjutsu con Sasuke. Una chica de voluntad fuerte pero gentil que ama las flores. Preocupado por Sasuke más que nadie, a menudo baja de la montaña.
Yukinohime (princesa Yuki)
Seiyū: Rum Sasaki
Actor de doblaje (castellano): Ahímsa Sánchez
Es la hija de Yukimura Sanasa. Una chica tan hermosa como un lirio blanco.
Hanzo Hattori
Seiyū: Shozo Iizuka
Actor de doblaje (castellano): Alejandro Albaiceta
El líder del ninja Iga que sirve a Ieyasu Tokugawa, una persona despiadada, sigue a Iga Hyakuninshu. Tiene el pelo largo atado en una coleta.
Sr. Tokugawa Ieyasu: Javier del Río (ep.2 y 4)
Tajima Mamoru Yagyu (Sr. Willard)
Seiyū: Eiichi Fujita
Actor de doblaje (castellano): Juaquín Gómez (1985) / Ángel Corpa: (1993)
Ayudante cercano de Ieyasu. Pensando en una estrategia viciosa con Ieyasu, le da órdenes a Hanzo.
Shinobu Hattori (Snicky Hattori)
Seiyū: Kiiko Nozaki
aparece por primera vez en el capítulo 2
La hermana menor de Hanzo. Vestida con un traje de ninja morado, confunde a Sasuke y sus amigos con su disfraz. Pierde ante Sasuke, pero su vida se salva y llega a amar a Sasuke. Después de la batalla decisiva entre Hanzo y Sasuke en el episodio 12, deja a Iga y ayuda a Sasuke detrás de escena.
Los cien de Iga
Los ninja Iga que sirve a Hanzo, aparece cuando se abre uno de los ojos en la "Caja Iga Hyakume", que se ha transmitido de generación en generación en la familia Hattori. Aunque Hanzo lo llama cien personas, solo diez aparecieron en la obra.
Dragón demonio (moje dragón) (el dragón diabólico)
Seiyū: Shozo Iizuka
Apareció en el episodio 13. Un hechicero que usa hechicería bateren. Contratado por Mamoru Tajima, intenta eliminar a Sasuke usando a sus aprendices de brujo. Es un bebedor sin igual, y por eso falla a menudo.